# 1985年中国共产党全国代表会议
1985年中国共产党全国代表会议于1985年9月18日至23日在中国北京召开。会议主要完成了“七五”计划的制定、中国共产党中央领导机构的新老交替。
在中国共产党历史上，在党的全国代表大会之外只有1955年、1985年分别召开过全国代表会议，目的是解决重大问题。

## 背景
1984年10月20日，中共十二届三中全会通过《关于召开党的全国代表会议的决定》，决定于次年9月份召开全国代表会议，讨论通过关于国民经济和社会发展第七个五年计划纲要的建议，并进行增选中央委员会成员等组织事宜。
1985年9月16日，在全国代表会议召开前夕，中共十二届四中全会召开。全会讨论并原则通过了《中共中央关于制定国民经济和社会发展第七个五年计划的建议（草案）》，决定将该文件提请党的全国代表会议审议。
全会讨论确定了关于进一步实现中央领导机构成员新老交替的原则，并收到众多老干部请求不再担任中央领导工作的信，全会高度评价他们积极促进中央领导机构成员新老交替的表率行动，同意他们不再担任中央三个委员会成员的请求，并向党的全国代表会议报告。

## 经过
1985年9月18日至23日，中国共产党全国代表会议在京举行。中共中央总书记胡耀邦致《团结奋斗，再展宏图》开幕词。国务院总理赵紫阳就中央关于“七五”计划的建议（草案）作说明。中央顾问委员会主任邓小平、中纪委第一书记陈云分别发表重要讲话，国家主席李先念致闭幕词。
会议通过《中共中央关于制定国民经济和社会发展第七个五年计划的建议》。
会议宣读了十二届四中全会《关于同意一部分老同志不再担任中央三个委员会成员的请求提请全国代表会议审议的报告》，代表们表示赞同和高度评价。会议同意叶剑英、邓颖超、徐向前、聂荣臻、乌兰夫、王震、韦国清、李德生、宋任穷、张廷发等64位同志不再担任第十二届中央委员会委员、候补委员，李井泉、肖劲光、何长工等37位同志不再担任中央顾问委员会委员，黄克诚、王从吾、李昌等30位同志不再担任中央纪律检查委员会委员。
会议以无记名投票方式，增选了中央委员会委员56人，候补委员35人；增选了中央顾问委员会委员56人；增选了中央纪律检查委员会委员31人。
中国共产党全国代表会议增选的中央委员和候补中央委员名单
中央委员（56人，按姓氏笔划为序）
丁关根、万绍芬（女）、王涛、王海、王蒙、王忍之、王森浩、尹克升、叶选平、白纪年、邢崇智、朱训、朱厚泽、伍绍祖、关广富（满族）、阮崇武、孙维本、芮杏文、李九龙、李际均、李昌安、李贵鲜、李铁映、杨正午（土家族）、杨析综、吴文英（女）、吴蔚然、何竹康、邹家华、宋健、迟浩田、张帼英（女）、陈光毅、陈辉光、周光召、周克玉、赵先顺、胡平、胡锦涛、侯捷、贾春旺、钱李仁、钱其琛、徐惠滋、高狄、黄璜、尉健行、蒋心雄、蒋民宽、傅全有、普朝柱、廖晖、熊清泉、黎明、魏金山
中央候补委员（35人，按得票多少为序）
丹增（藏族）、刘国范、丁廷模、全树仁、孙文盛、李德洙（朝鲜族）、杨国梁、宋汉良、郑华、徐世群、丁衡高、克尤木·巴吾东（维吾尔族）、陈明义、袁伟民、戚元靖、路甬祥、王宗春、孙同川、孙家正、李长春、吴邦国、宋德福、张立昌、张仲先、贺国强、杨钟、姜洪泉、艾知生、吴官正、乔宗淮、刘云山、刘荣惠、赵地（女）、金鉴（满族）、王郁昭
增选的中央顾问委员会委员名单（56人，按姓氏笔划为序）
马国瑞、王谦、王震、王磊、王六生、王从吾、文敏生、白栋材、朱穆之、任仲夷、刘震、刘华清、刘志坚、刘明辉、刘复之、许家屯、孙大光、杜润生、李昌（土家族）、李锐、李化民、李启明、李雪峰、李德生、杨秀山、肖全夫、汪东兴、宋任穷、张震、张廷发、张铚秀、陈伟达、陈国栋、武衡、林乎加、郑维山、赵守一、赵苍璧、荣高棠、饶斌、饶守坤、洪学智、钱信忠、高厚良、郭林祥、黄新廷、梅益、梁必业、蒋南翔、韩宁夫、傅崇碧、鲁大东、谢振华、谭友林、谭启龙、谭善和
增选的中央纪律检查委员会委员名单（31人，按姓氏笔划为序）
王玉福、王德瑛、韦成栋（壮族）、白石、刘昆、刘汉桢、李元、李克、李曼村、李德明、肖洪达、肖选进、吴景春（女）、汪文风、张少华、张定鸿、陈作霖、林英海、罗运通（壮族）、周雅光、单印章、赵保星、赵富林、侯颖、顾云飞、曹思明、韩双亭、傅杰、曾繁茂、谢勇、强晓初

## 后续
会议结束后次日（9月24日），中共十二届五中全会在北京召开，进一步进行新老交替，针对中共中央政治局、中共中央书记处成员进行局部调整。增选田纪云、乔石、李鹏、吴学谦、胡启立、姚依林为中央政治局委员，同意习仲勋、谷牧、姚依林关于不再担任中央书记处书记的请求，增选乔石、田纪云、李鹏、郝建秀、王兆国为中央书记处书记。